# Phylolestes
Phylolestes is een geslacht van libellen (Odonata) uit de familie van de Synlestidae (Synpantserjuffers).

## Soorten
Phylolestes omvat 1 soort:
- Phylolestes ethelae Christiansen, 1947